# Dulegaunda
Dulegaunda – gaun wikas samiti w zachodniej części Nepalu w strefie Gandaki w dystrykcie Tanahu. Według nepalskiego spisu powszechnego z 2001 roku liczył on 2264 gospodarstw domowych i 10373 mieszkańców (5494 kobiet i 4879 mężczyzn).